# 阿通烏克羅山
12°04′35″S 76°05′42″W / 12.07639°S 76.09500°W
阿通烏克羅山（Hatun Ukru），是秘魯的山峰，位於該國中南部利馬大區，由瓦羅奇里省的聖洛倫索德金蒂區負責管轄，屬於秘魯中部山脈的一部分，海拔高度4,800米。